# Powiat Ōra
Powiat Ōra (jap. 邑楽郡 Ōra-gun) – powiat w Japonii, w prefekturze Gunma. W 2024 roku liczył 101 527 mieszkańców.

## Miejscowości
- Chiyoda
- Itakura
- Meiwa
- Ōizumi
- Ōra